# Scoterpes dendropus
Scoterpes dendropus är en mångfotingart som beskrevs av Loomis 1939. Scoterpes dendropus ingår i släktet Scoterpes och familjen Trichopetalidae. Inga underarter finns listade i Catalogue of Life.